# شهرداری کوکاپاتا
شهرداری کوکاپاتا (به اسپانیایی: Cocapata Municipality) یک شهرداری در بولیوی است که در استان آیوپایا واقع شده‌است.